# Oscaecilia ochrocephala
Oscaecilia ochrocephala är en groddjursart som först beskrevs av Cope 1866.  Oscaecilia ochrocephala ingår i släktet Oscaecilia och familjen Caeciliidae. IUCN kategoriserar arten globalt som livskraftig. Inga underarter finns listade i Catalogue of Life.